# لاكاز
إنزيمات لاكاز هي صنف من إنزيمات الأكسيداز التي توجد في النباتات والفطريات والبكتريا، وتقوم بأكسدة عدد من الركازات الفينولية والعديد من تفاعلات الأكسدة أحادية الإلكترون مما يؤدي عموماً إلى التشابك. ويلاحظ ذلك بشكل واضح في تشكل الليغنين من أكسدة أحاديات الليغنول، وهي صنف من الفينولات الطبيعية.
من الأمثلة الأخرى على اللاكازات ما يوجد في فطر المحاري الشائع (الاسم العلمي: Pleurotus ostreatus)، والذي يقوم بدور في تحلل الليغنين. في مثال آخر، تقوم بعض انواع إنزيمات اللاكاز بتحفيز الاصطناع الحيوي لخضاب الميلانين. تستطيع إنزيمات اللاكاز أيضاً أن تحفز انفصام المركبات العطرية.